# Ясенок, Юлия Дмитриевна
Юлия Дмитриевна Ясенок (бел. Юлія Дзмітрыеўна Ясёнак; род. 9 июля 1983, СССР) — белорусская конькобежка, участница чемпионатов мира и Европы.